# Résistance du VIH face aux inhibiteurs de protéase
La protéase est une protéine virale permettant le clivage d’une polyprotéine en plusieurs protéines qui seront actives une fois séparées des autres. La protéase est donc essentielle à la réplication de certains virus tels que le VIH-1. C’est une protéine visée lors de traitements antiviraux. Un inhibiteur de la protéase (IP) permet l’inactivation de cette protéine et l’arrêt de la réplication virale. Cependant, une infection au VIH-1 est en mesure de persister malgré la présence d’un IP dans l’organisme. Ceci est dû au développement d’une résistance face aux inhibiteurs de la protéase.

## Le développement des résistances
Les résistances aux différents médicaments antiviraux sont dues à des mutations dans le génome du virus ciblé. Les virus se répliquent rapidement et n’ont pas autant de mécanismes de réparation génomique qu’une cellule eucaryote. Pour ces raisons, il y a un haut taux de mutations chez les virus. Certaines de ces mutations se font dans les régions clés des protéines virales ciblées par les agents antiviraux. Ainsi, les virus étant mutés pour ces régions clés sont résistants aux antiviraux ciblant ces mêmes régions.
Une résistance devient apparente lorsqu’un antiviral efficace est utilisé contre le virus. L’utilisation de cet antiviral réduit considérablement la quantité de virus non résistants, laissant place aux virus mutés résistants. En fait, le développement d’une résistance fonctionne en suivant la logique de la sélection naturelle de Darwin, mais de façon accélérée. Les virus mutés et non mutés luttent de façon naturelle pour être dominants (plus nombreux). La présence de molécules antivirales crée un environnement hostile pour les virus non résistants normalement dominants. Les virus résistants profitent de ces conditions favorables par rapport aux autres pour devenir dominants.

Le VIH-1 est un virus particulièrement efficace dans le développement de résistances et c’est pourquoi aucun traitement ne permet l’élimination complète du virus dans l’organisme. Dans le cas de la résistance aux inhibiteurs de la protéase, des mutations sont retrouvées dans une grande proportion des acides aminés constituant la protéase. En effet, des polymorphismes dans près de 50 % (49/99) des codons, ainsi que des substitutions dans 20 autres codons, ont été associés à une résistance aux IP. On distingue deux types de mutations favorables à la survie du VIH-1 en présence d’IP : la résistance primaire et les résistances secondaires ou compensatoires.

## La résistance primaire
Les inhibiteurs de la protéase reconnaissent une séquence peptidique particulière située sur le site actif de la protéase. Les IP s’y lient et empêchent la protéase d’accomplir son activité catalytique normale sur les polyprotéines gag et gag-pol. La résistance primaire est due à un ou plusieurs changements d’acides aminés au niveau de ce site actif ou près de celui-ci. Il devient donc plus difficile, voire impossible pour les IP de se lier à la protéase et l’empêcher de faire son travail.
Ce type de mutation se nomme mutation primaire parce qu’elle apparaît avant la mutation secondaire dans le temps, mais aussi parce que c’est elle qui confère la résistance aux inhibiteurs de la protéase. La mutation secondaire seule ne procure aucune résistance face aux IP.
Une mutation dans le site actif de la protéase permet de contourner l’action des inhibiteurs de la protéase, mais réduit également l’efficacité de la protéase à cliver les polyprotéines gag et gag-pol. Ceci s’explique par le fait qu’un site actif modifié ne reconnaît plus aussi efficacement son substrat. La diminution de l’activité catalytique de la protéase entraîne une diminution de l’activité réplicative du virus, soit une baisse de sa fitness.

## Les résistances secondaires ou compensatoires
Une résistance compensatoire ou secondaire est une mutation de la protéase à un autre endroit que dans le site actif. Cette mutation permet de pallier la modification du site actif de la protéase en augmentant l’affinité du substrat avec l’enzyme modifiée. De plus, certaines mutations compensatoires ont lieu sur le substrat, plus précisément à l’extrémité C-terminale de la polyprotéine gag. Ces mutations joueraient un rôle déterminant dans l’acquisition d’une résistance aux IP, permettant à la protéase de retrouver une certaine efficacité. Les résistances secondaires aident ainsi la protéase à augmenter son activité catalytique et, par le fait même, la fitness du virus, sans nécessairement que celui-ci retrouve l’efficacité d’un virus non résistant.
D’ailleurs, la plupart de ces mutations secondaires ne sont que très rarement retrouvées chez des virus non résistants aux inhibiteurs de la protéase. Ceci suggère donc que ces mutations compensatoires ne sont pas profitables au virus pour sa réplication et, de ce fait, qu’elles constituent un désavantage sélectif pour le virus d’un point de vue global.
Cependant, une accumulation de certaines mutations compensatoires particulières permet d’avoir une efficacité réplicative égale, voire supérieure, à celle du type sauvage dans un environnement où il y a présence d’un IP. La fitness des mutations suit l’ordre suivant, wt signifiant « wild type » ou type sauvage : 36I/54V/71V/82T < 20R/36I/54V/71V/82T < wt < 82T < 84V < 36I/54V < 36I/54V < 36I/54V/82T.

## Facteurs influençant la résistance
C’est dans un environnement in vitro que les résistances chez le VIH-1 ont tout d’abord été observées, cependant il a été déterminé que le phénomène de développement de résistance était catalysé in vivo. En effet, les contacts entre les différentes souches de VIH-1 étant fréquents lors de contact entre les individus séropositifs, les recombinaisons génomiques sont davantage rencontrées in vivo. Ces observations ont permis de déterminer que le type de résistances variait en fonction des individus : selon leur mode de vie, leurs habitudes alimentaires et même leur propre métabolisme.
De plus, il a été déterminé que selon l’inhibiteur de la protéase utilisé, les mutations avaient lieu sur différents acides aminés. Comme chaque IP a sa propre cible sur la protéase du VIH-1, il est normal qu’un virus ayant une mutation conférant une résistance à un certain IP ne soit pas nécessairement résistant a un autre IP. Il existe par contre des mutations conférant des résistances à de multiples IP nommées résistances croisées.

## Résistance croisée
La résistance à plusieurs inhibiteurs de la protéase est normalement causée par l’utilisation d’IP spécifiques. La résistance croisée s’explique par la proximité des cibles protéiques de chacun des IP. Tels que mentionné précédemment, les IP ciblent le site actif de la protéase. Comme ceux-ci sont de petites molécules extrêmement spécifiques, chacun a une cible particulière dans le site actif, mais il arrive que les séquences peptidiques ciblées par différents inhibiteurs de la protéase se croisent. Il est donc possible qu’une seule mutation ponctuelle, retrouvée sur une de ces régions ciblées par plus d’un IP, permette l’apparition d’une telle forme de résistance.
Par exemple, l’acide aminé 82 est au cœur du site actif de la protéase et est ciblé par plusieurs IP. Ainsi, le simple remplacement de la valine située à cette position par une alanine permet une résistance à de multiples IP.
La résistance croisée est la principale explication de la diminution de l’efficacité d’un IP après l’utilisation d’un autre IP différent dans le passé.

## Diminution de l'efficacité des IP sans résistance
Il a aussi été déterminé que certains inhibiteurs de la protéase nuisent aux autres IP lors d’un traitement en utilisant plus d’un. En utilisant des sites très semblables sur la protéase dans le but de l’inhiber, les différents inhibiteurs entrent en compétition, devenant moins efficaces qu’ils ne le sont normalement. Ainsi, les IP utilisés ont une efficacité inférieure à la somme de l’efficacité normale des IP utilisés individuellement. C’est pourquoi les IP sont maintenant utilisés en association avec d’autres antiviraux affectant d’autres composantes virales que la protéase.

## Comment remédier à la résistance du VIH face aux IP
Étant donné l’acquisition inévitable de résistance aux inhibiteurs de la protéase lors d’un traitement contre le VIH-1, il est normal de se demander pourquoi ces molécules sont toujours utilisées.
Bien que les inhibiteurs de la protéase ne parviennent pas à éliminer complètement le VIH-1, ils permettent dans la plupart des cas de diminuer considérablement sa fitness, ralentissant ainsi la progression de la maladie, le passage vers le SIDA et la réduction des symptômes associés à une infection au VIH-1.
De plus, les IP sont désormais utilisés en association avec d’autres molécules antivirales comme des inhibiteurs nucléotidiques de la réverse transcriptase (NRTI) ou des inhibiteurs non nucléotidiques de la réverse transcriptase (NNRTI). Ainsi, plusieurs virus, normalement résistants à ces autres antiviraux, ne sont pas en mesure de subsister étant donné qu’ils ne sont pas résistants aux IP et vice versa. Cependant, un petit nombre de virus sont résistants à tous ces antiviraux et peuvent survivre. Néanmoins, ces nombreuses mutations réduisent l’activité réplicative du virus et permettent, encore une fois, un développement plus lent de l’infection et des maladies associées.
Enfin, l’utilisation d’antiviraux contre le VIH-1 n’a pas pour objectif la guérison totale de l’infection, mais bien une diminution de ses côtés désagréables. De cette façon, la qualité et la durée de vie des individus infectés sont augmentées. L’allongement de la vie permet également aux gens séropositifs d’espérer qu’un traitement qui permettrait une disparition complète du VIH dans leur organisme soit découvert avant leur décès.